# Museo del Valle de Arán
El Museo del Valle de Arán (en occitano: Musèu dera Val d'Aran, en catalán: Museu de la Vall d'Aran) es un museo comarcal dedicado a la historia, el arte, la etnografía y la etnología del Valle de Arán. Con sede en Viella, está situado en una casa señorial de estilo gótico tardío llamada Torre del general Martinón. También ocupa la Casa Joanchiquet de Vilamós y la iglesia de San Juan de Artiés.
Su objetivo principal es preservar la cultura aranesa en todos sus ámbitos, a través de las diferentes etapas y épocas del Valle de Arán. Su discurso museográfico explica, pues, la historia del valle desde la Edad del Bronce hasta los inicios del siglo XXI. En 2008 se integró en la Red de Museos Etnológicos de Cataluña.

## Historia

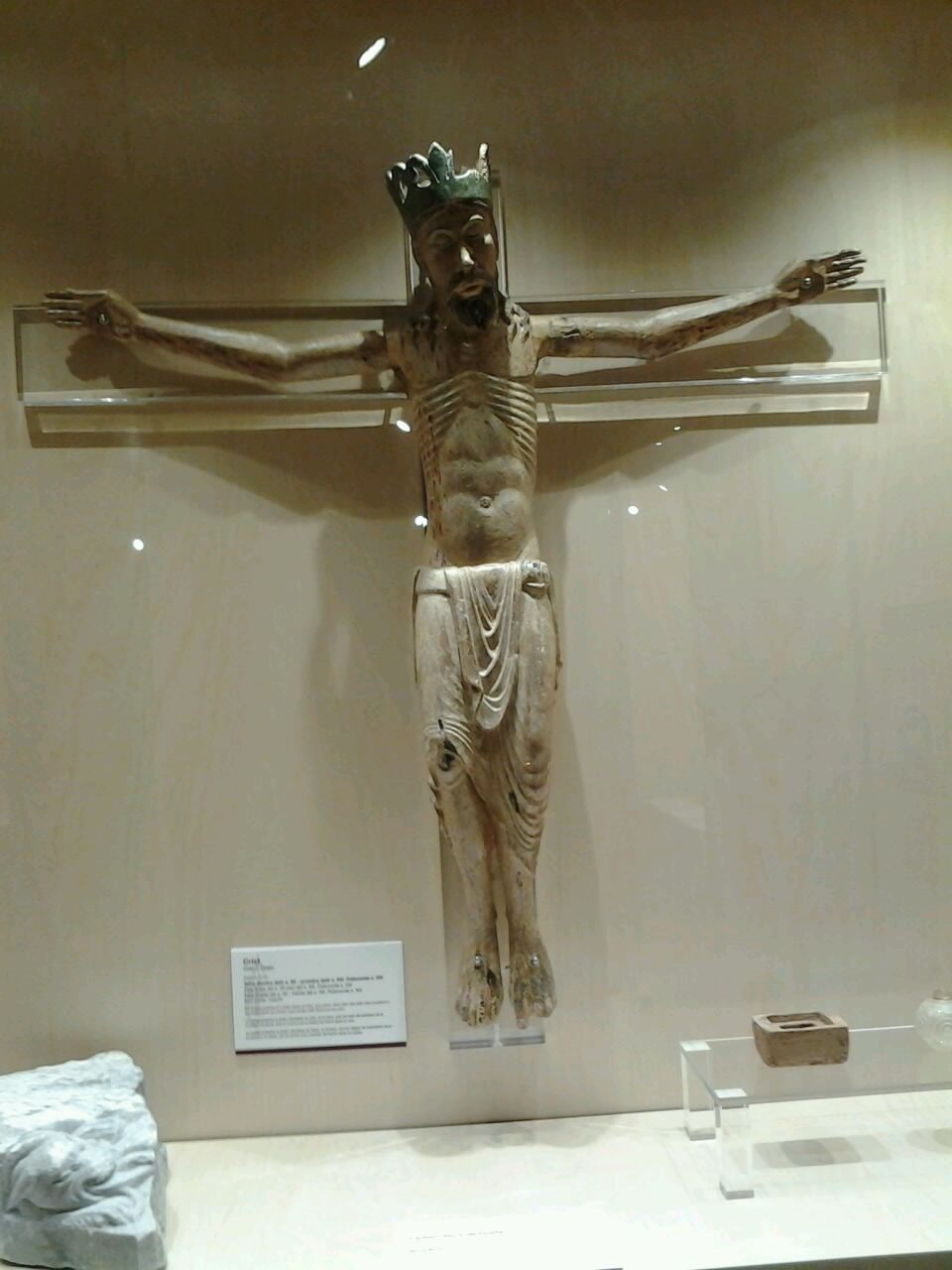
Cristo de Casarill. Actual proyecto museográfico.

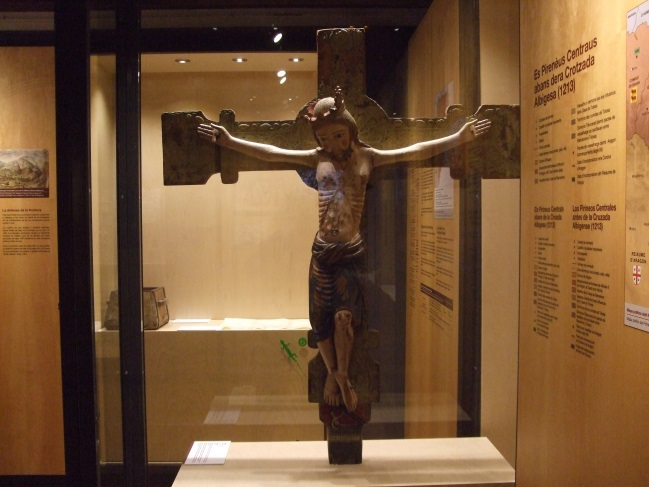
Cristo de Escuñau. Actual proyecto museográfico.

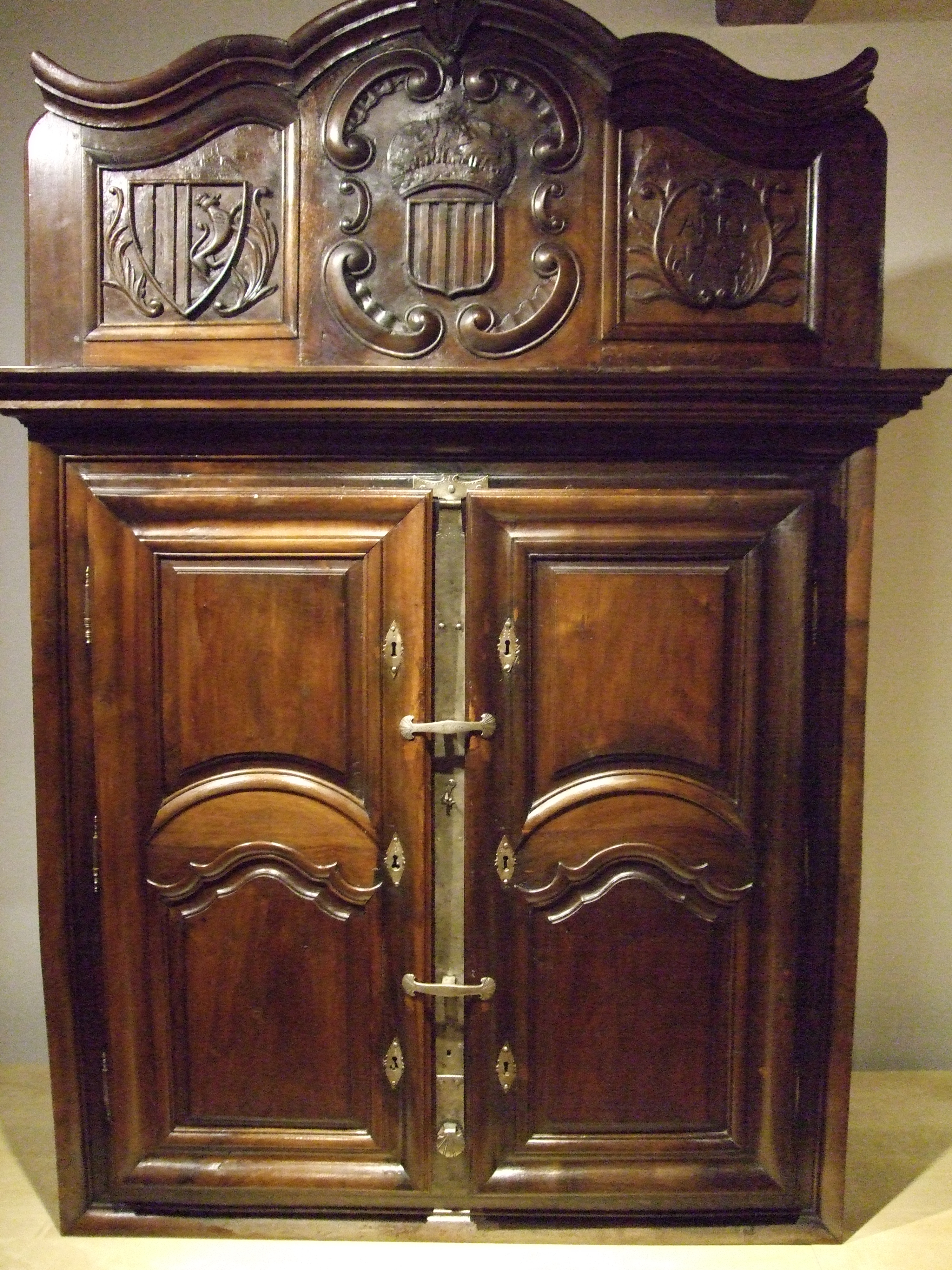
Armario de los privilegios o de las seis claves. Actual proyecto museográfico.

La fundación del actual museo data de 1983, año en que se firmó un acuerdo entre varios ayuntamientos del Valle de Arán, la Diócesis de Urgel, el consejero de Cultura de la Generalidad de Cataluña y la Fundación Museo del Valle de Arán. Sin embargo, sus antecedentes se hallan en la constitución en 1973 de la fundación cultural Museo Etnológico del Valle de Arán. Precisamente, fue la fundación la que consiguió dos de los tres espacios que ocupa en la actualidad el museo: la Tor deth Generáis Martinhon, actual sede del museo, y la iglesia de San Juan de Artiés, cedida por la diócesis de Urgel.
El proyecto museográfico siguió el modelo innovador de Henri Rivière, el ecomuseo, inspirándose en proyectos ya desarrollados en Francia. Este primer proyecto contemplaba la utilización de la iglesia de San Juan de Artiés como equipamiento cultural independiente, la realización de recorridos de interés natural y paisajístico y la remodelación de la torre del Baish Aran. Su primer patronato estaba formado por la Generalidad de Cataluña, la Diócesis de Urgel, los Ayuntamientos del Valle de Arán que participaban en el proyecto fundacional y la Museo Etnológico del Valle de Arán. A partir de 1992, con la publicación del decreto 305/1992, de 14 de diciembre, se transfirieron las competencias y servicios del Valle de Arán en materia de cultura, de la Generalidad de Cataluña al Consejo General de Arán. Precisamente, en el Pleno de la Comisión de Gobierno de la Generalidad de Cataluña-Consejo General de Arán celebrado el 5 de noviembre de 1992 se decidió que entre las competencias que se traspasaban al Consejo General, siguiendo la Ley 16/1990 en materia de patrimonio cultural, se incluía la gestión de los museos, y concretamente se estipulaban como medios financieros una partida de 32.000 € para el funcionamiento del Museo del Valle de Arán. Así pues, desde el 5 de noviembre de 1992 el museo depende del Consejo General de Arán, y es gestionado desde el Departamento de Cultura y Política lingüística.
El proyecto museográfico inicial, realizado por Josep Maria Trullén i Thomas en 1983, contemplaba la idea del ecomuseo. Este modelo de museo del hombre, también conocido como museo de sociedades, intenta explicar la evolución histórica de la población de un territorio a partir de los conceptos de territorio, patrimonio, población, desde una perspectiva pedagógica. En el segundo proyecto museográfico, realizado en septiembre de 2006 por Jusèp Boya Busquet, se mantienen los objetivos, funciones y la filosofía del museo, pero se amplió el recorrido hasta llegar al Valle de Arán del siglo XXI, ampliando a ocho los ámbitos y cambiando un poco su estructura. Desde 2010, el museo está actualizando su proyecto museográfico.

## Descripción

### Espacios
El museo consta de cuatro plantas. En la planta baja hay un espacio de recepción, de atención al visitante, donde encontramos también una librería con publicaciones especializadas en la cultura aranesa. En las otras plantas encontramos la colección permanente propiamente dicha, una compilación de objetos arqueológicos, artísticos y etnográficos representativos de la historia del valle.
En la primera planta sobresale un gran audiovisual y un mapa interactivo donde se explica la geografía aranesa. En la segunda, encontramos una compilación de piezas artísticas y arqueológicas como el Cristo de Escuñau o el Cristo de Casarill, y una serie de vasos cerámicos de la antigüedad encontrados en el Valle de Arán. En la tercera planta destaca el armario des Privilègis o de las Sies Claus, un armario del siglo XVIII de la parroquia de San Miguel de Viella que guardaba los documentos del Consejo General de Arán. En su interior es donde se encontró la Carta Magna del Valle de Arán denominada Era Querimònia, y también se encuentran otros utensilios y vestimentas utilizadas por los miembros del antiguo Consejo. En el cuarto piso se explica la evolución histórica, muy ligada a la evolución industrial del Valle de Arán en época contemporánea.

### Exposición permanente
En la exposición permanente del museo se exponen algunas de las 2 584 piezas con que cuenta su fondo museístico. De entre estas destacamos:
- El Cristo de Casarill (procedente de la iglesia de Santo Tomás de Casarill): es una talla de madera policromada de finales del siglo XII e inicios del siglo XIII de manufactura aranesa. Formato por tres piezas de madera engargoladas que conforman el cabo, el cuerpo y las piernas, representa un cristo coronado (con una corona donde se representa la flor de lis) o en majestad de 103 x 103 x 15 cm, de cara ancha, nariz fina, ojos grandes, boca pequeña y barba generosa, que viste con una sábana desde la cintura hasta las rodillas. En el torso desnudo se aprecia el trabajo minucioso de los aspectos anatómicos, sobre todo en la zona de los hombros. La policromía actual no es la originaria, sino que data del siglo XIV.[8] El Cristo se presenta fijado sobre una cruz del siglo XIX, época a la cual seguramente correspondía la policromía anterior a la restauración llevada a cabo por el Centro de Restauración de Bienes Muebles de Cataluña en 2012, donde se pudo dejar a la vista la policromía subyacente del siglo XV. La pieza fue presentada en la exposición internacional de arte románico de Barcelona en 1961.[9]

- El Cristo de Escuñau (procedente de la iglesia de Iglesia de San Pedro de Escuñau): es una talla románica del siglo XIII realizada en madera policromada, formada por una imagen de Cristo de 92 x 75 cm y una cruz de 141 x 108 x 3'5 cm, que se considera procedente del taller de Urgel. Representa un cristo coronado o en majestad de cara ancha, nariz fina, ojos grandes, boca pequeña y barba generosa, con el busto poco trabajado, que viste de la cintura hasta las rodillas con una sábana. La cruz presenta en su policromía un Agnus Dei y en las intersecciones de los brazos y en los extremos de la cruz el tetramorfos; también se aprecian varias inscripciones. El anverso de la cruz está decorado con motivos florales. Originalmente se exponía en el altar de la iglesia ante las puertas de un sagrario barroco, y más tarde se pasó a conservar en una casa particular del pueblo de Escuñau.[10]

- El Armario de los Privilegios o de los Seis Clavos es un armario del siglo XVIII procedente de la parroquia de San Miguel de Viella que guardaba los documentos del Consejo General de Arán. Cuenta con seis cerraduras y sus respectivas llaves, que le dan su nombre. El armario solo se podía abrir en presencia de los consejeros y era donde se guardaba y donde se encontró la Carta Magna del Valle de Arán denominada Era Querimònia, además otros utensilios y vestimenta utilizadas por los miembros del Consejo.

## Edificios
El museo está formado por tres espacios: la sede situada en la Torre del general Martinón en Viella, el ecomuseo de Joanchiquet de Vilamós y la iglesia de San Juan de Artiés.

### Torre del general Martinónde Viella

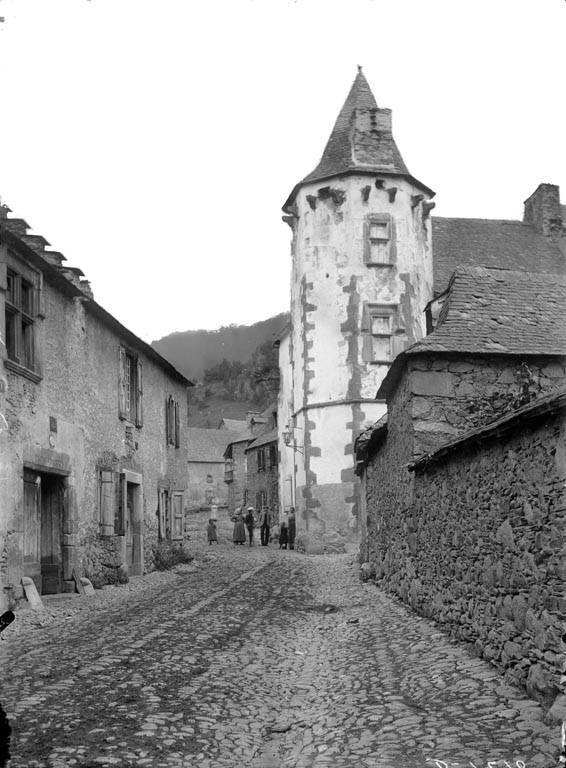
Torre del general Martinón, según una fotografía de principios del siglo.

La llamada Torre del general Martinón, sita en calle Mayor n°26 de Viella, es una fortificación fechada en 1600, aproximadamente. El edificio es uno de los más representativos de Viella (Valle de Arán). Es un caserío de época gótico-renacentista, llamado también Casa Santesmasses. Desde 1984, año en que fue restaurado, acoge el Museo Etnográfico del Valle de Arán. El edificio anejo, calle de la Torre, tiene el portal datado en 1610.
El edificio fue clasificado como Bien Cultural de Interés Nacional en 1949. En 1974 la compró Miquel Farré i Albagés, quién la cedió para sede del Museo del Valle de Arán. Durante los años 1982 y 1983 se reformó para albergar el museo. A pesar de ser una fortificación el edificio no se ha podido relacionar con ningún hecho bélico.

### Çò de Joanchiqueten Vilamós
La casa llamada Ço de Joanchiquet está situada en la calle principal de Vilamós, uno de los pueblos del valle que mejor ha conservado la arquitectura y el urbanismo tradicional. Joanchiquet representa la casa tradicional aranesa conocida en aranés como auviatge, tanto en su arquitectura como en sus elementos interiores. El auviatge está formado por varios edificios que incluyen la casa, el jardín y los estables entre otros, que se estructuran alrededor de la casa. El edificio fue abandonado a principios del siglo XX y se transformó en museo en junio de 1996.

### San Juan de Artiés
La iglesia de San Juan de Artiés es uno de los ejemplos mejor conservados de arquitectura gótica aranesa. Cerrada durante la Guerra Civil, este monumento sufrió durante los años un grave proceso de degradación, que acabó con su restauración como sala polivalente para exposiciones temporales. En los últimos años el museo ha intentado promover el número de visitas a través de algunas exposiciones como la «De lin e de Ian», financiada por la Obra Social "la Caixa" e inaugurada el 31 de octubre de 1998.

## Galería

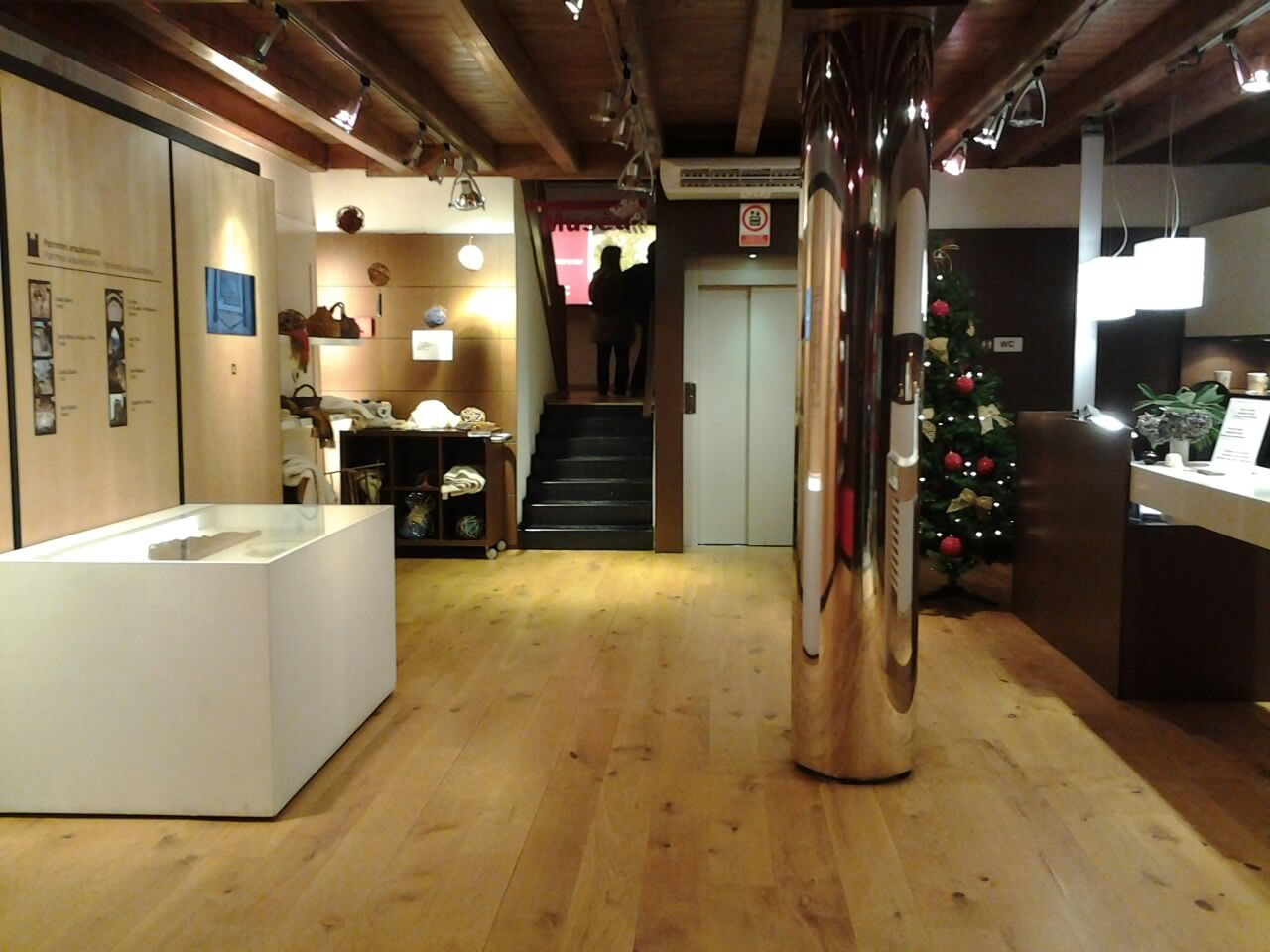
Planta Baja. Actual proyecto museogràfic.
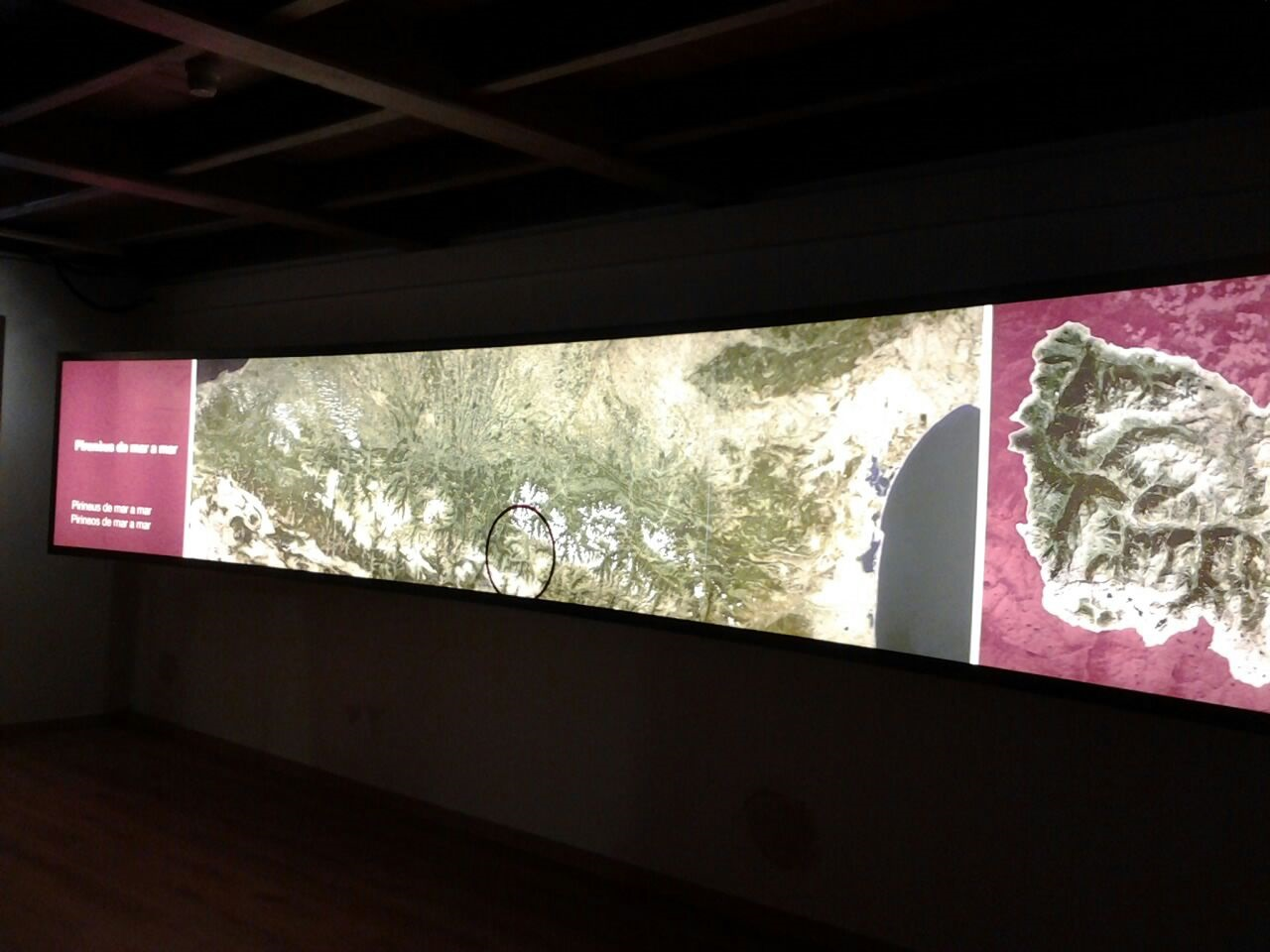
Primera planta. Actual proyecto museogràfic.
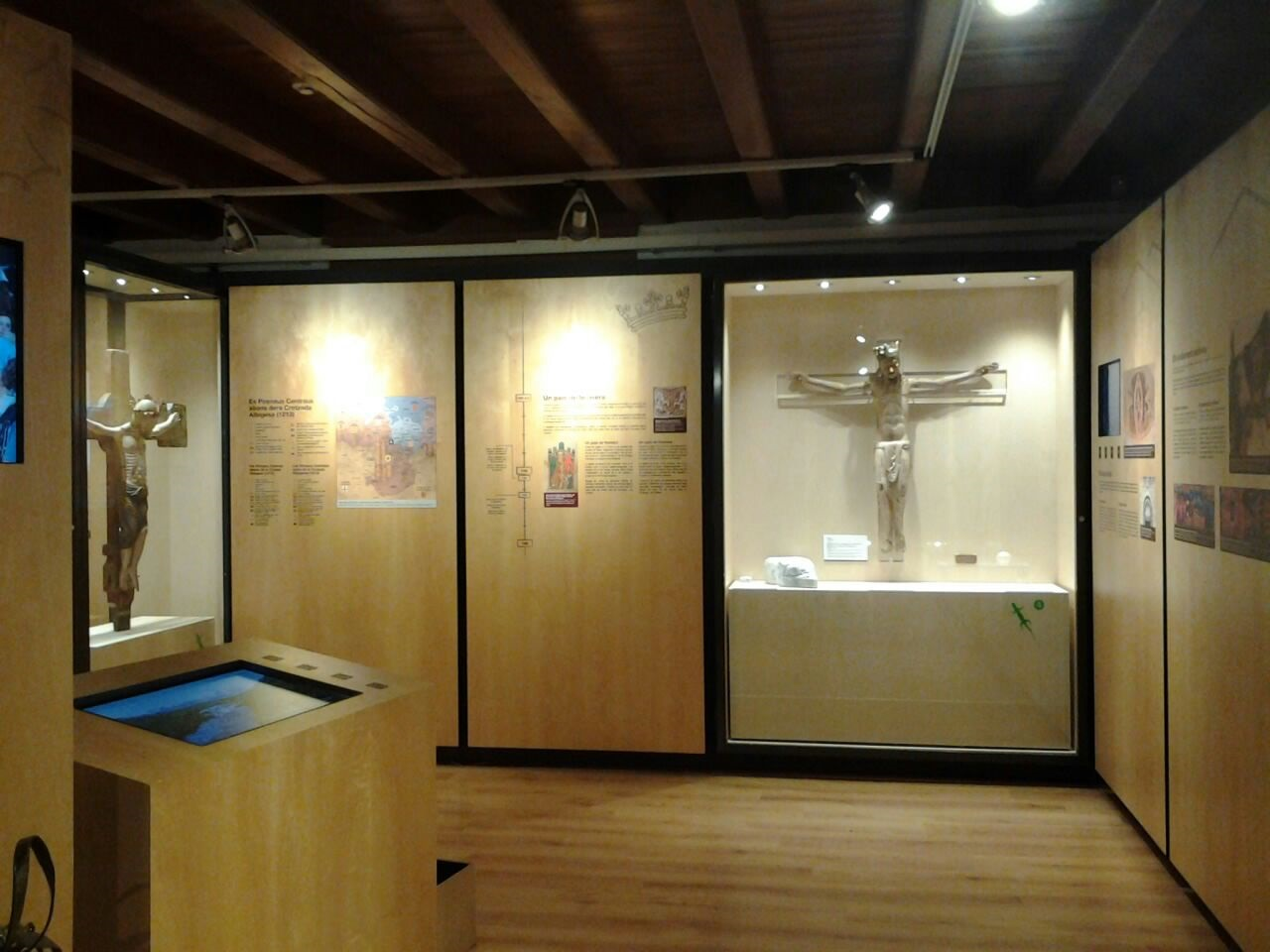
Segunda planta. Actual proyecto museogràfic.
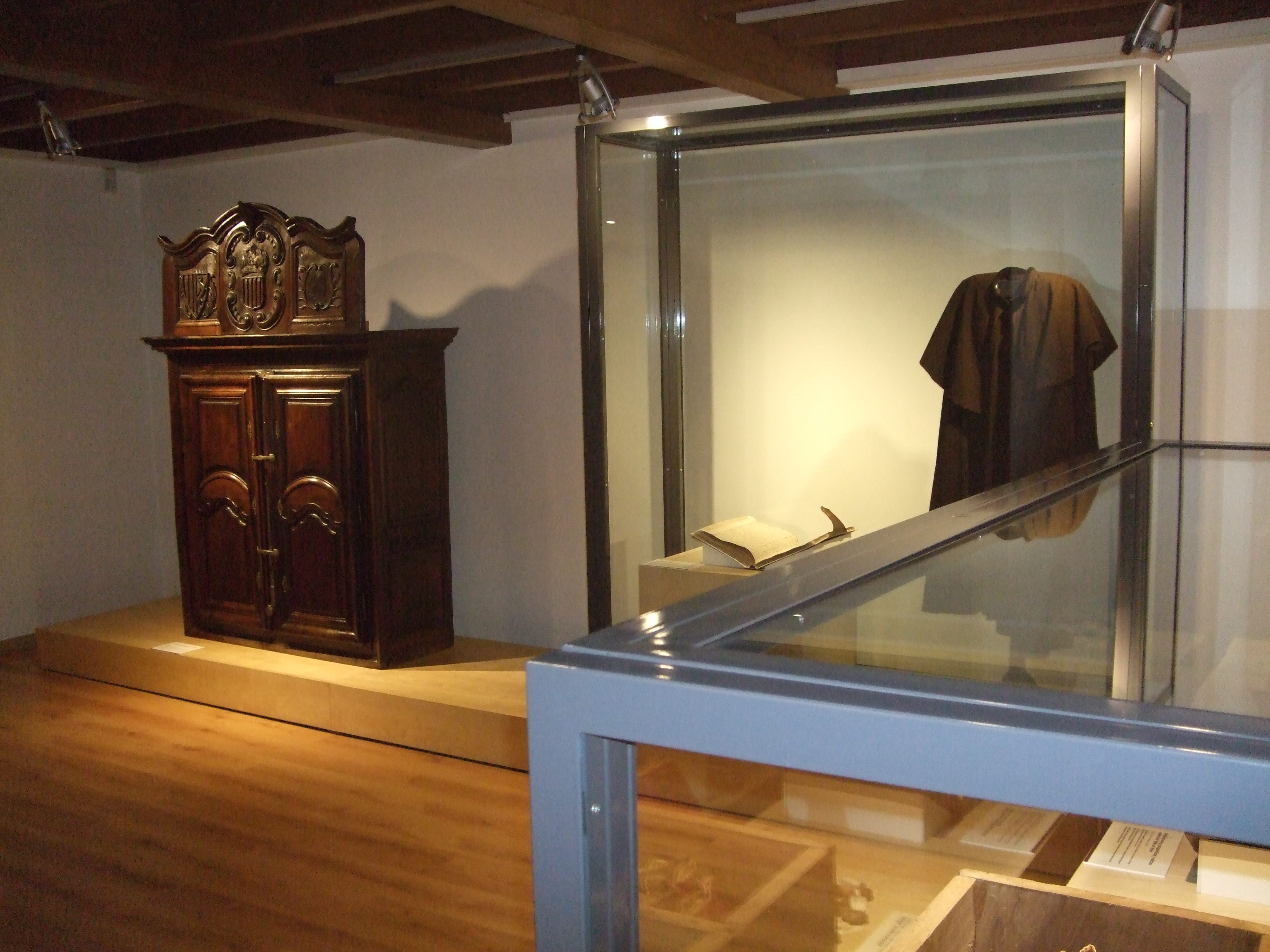
Tercera planta. Actual proyecto museogràfic.
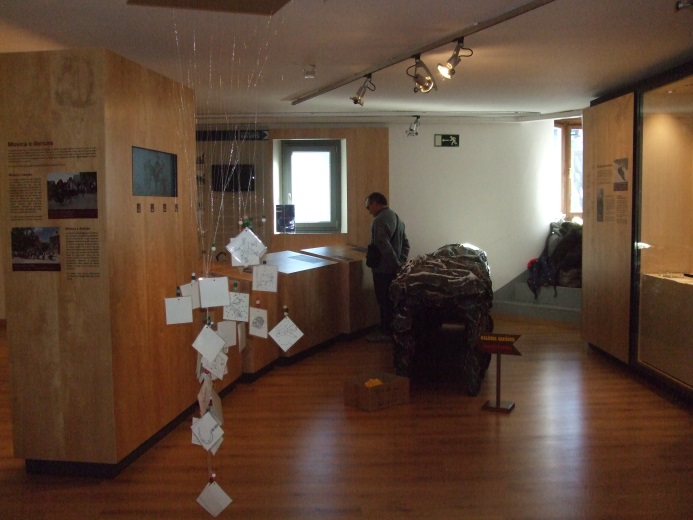
Cuarta planta. Actual proyecto museogràfic.
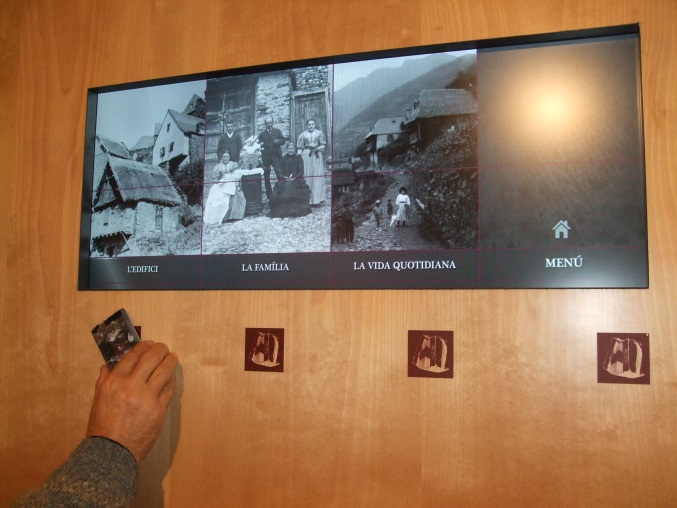
Pantalla interactiva. Actual proyecto museogràfic.
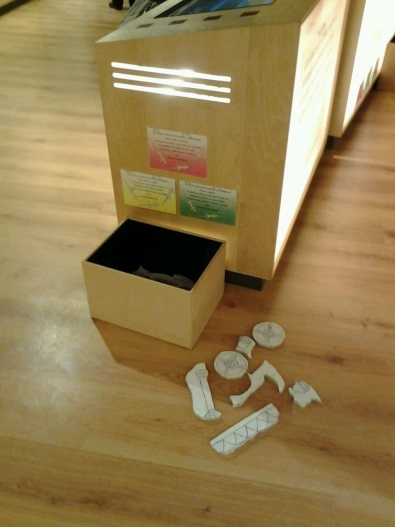
Juego para los niños. Actual proyecto museogràfic.
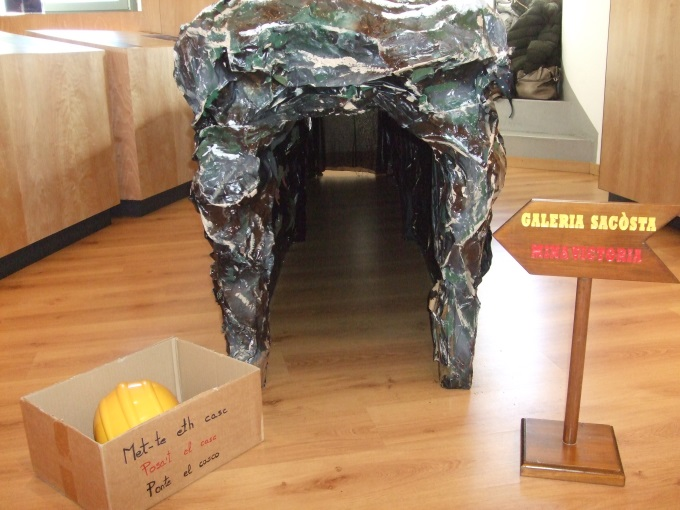
Recreación de la Mina Victoria, juego para los niños. Cuarta planta, actual proyecto museogràfic.